# Radimov
Radimov (ungarisch Radimó) ist eine Gemeinde im Westen der Slowakei mit 507 Einwohnern (Stand 31. Dezember 2024), die zum Okres Skalica, einem Kreis des Trnavský kraj, gehört und in der traditionellen Landschaft Záhorie liegt.

## Geographie
Die Gemeinde befindet sich im Westteil des Hügellands Chvojnická pahorkatina im Tal des Baches Radimovský potok. Das Gemeindegebiet ist leicht hügelig und mit Braunböden bedeckt. Im Osten wächst Wald mit Eichen, Fichten und Hainbuchen. Das Ortszentrum liegt auf einer Höhe von 254 m n.m. und ist acht Kilometer von Holíč sowie 15 Kilometer von Skalica entfernt.
Nachbargemeinden sind Popudinské Močidľany im Norden, Dubovce im Nordosten, Radošovce im Osten, Unín im Süden, Petrova Ves im Westen und Holíč im Nordwesten.

## Geschichte

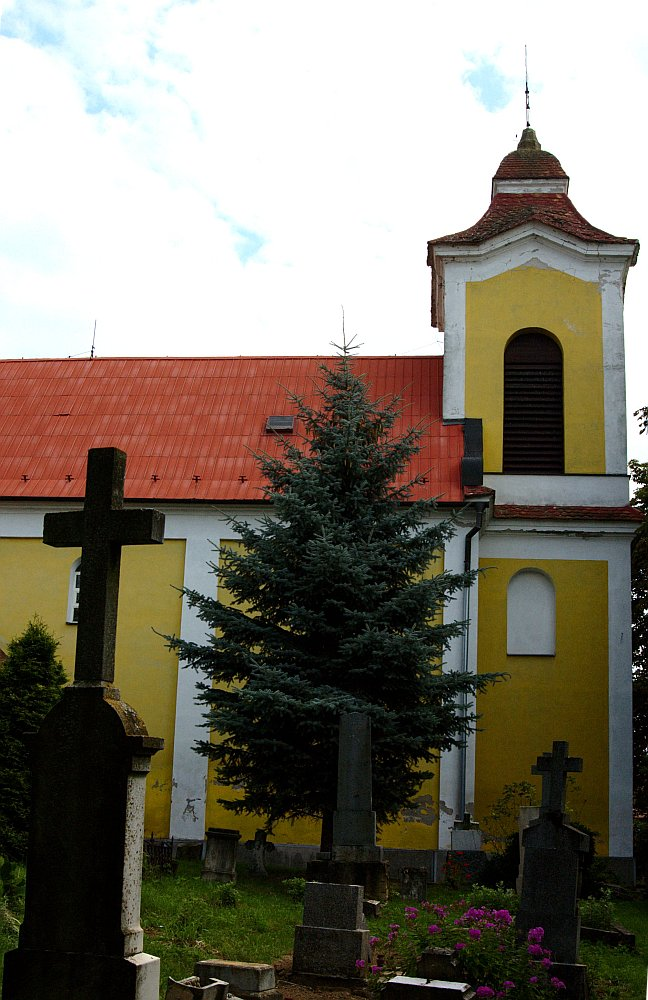
Kirche in Radimov

Radimov wurde zum ersten Mal 1392 als Radymow schriftlich erwähnt, als Sigismund von Luxemburg das Herrschaftsgut von Holitsch an Stibor von Stiborice schenkte. Mit diesem Herrschaftsgut ist die Geschichte des Ortes bis 1918 verbunden. Dementsprechend wurde das Geschlecht Silk im Jahr 1437 Gutsbesitzer, abgelöst 1444 durch Pongrácz. 1506 erhielt das Geschlecht Czobor die Güter; die letzten Besitzer (ab 1736) waren die Habsburger. 1677 erhielt Radimov eigenes Siegel und Wappen. Haupteinnahmequellen der Bevölkerung waren Landwirtschaft, Hanfanbau, weiter auch Leineweberei und Schafhaltung. 1828 zählte man 69 Häuser und 483 Einwohner. 1898 verwüstete ein Großbrand bis auf den Ortsrand das ganze Dorf.
Bis 1918 gehörte der im Komitat Neutra liegende Ort zum Königreich Ungarn und kam danach zur Tschechoslowakei beziehungsweise heute Slowakei.

## Bevölkerung
| Jahr                | 1994 | 2004    | 2014    | 2024     |
| ------------------- | ---- | ------- | ------- | -------- |
| Anzahl der Personen | 591  | 576     | 574     | 507      |
| Unterschied         |      | −2,53 % | −0,34 % | −11,67 % |

| Jahr                | 2023 | 2024    |
| ------------------- | ---- | ------- |
| Anzahl der Personen | 493  | 507     |
| Unterschied         |      | +2,83 % |

Nach der Volkszählung 2011 wohnten in Radimov 580 Einwohner, davon 553 Slowaken und 6 Tschechen. 21 Einwohner machten keine Angabe zur Ethnie. 479 Einwohner bekannten sich zur römisch-katholischen Kirche, 12 Einwohner zur Evangelischen Kirche A. B. sowie jeweils ein Einwohner zur evangelisch-methodistischen Kirche und zur griechisch-katholischen Kirche. 51 Einwohner waren konfessionslos und bei 6 Einwohnern wurde die Konfession nicht ermittelt.

## Bauwerke
- römisch-katholische Kirche Hl. Susanna aus den Jahren 1732–34

## Verkehr
Durch Radimov verläuft eine Straße 3. Ordnung, mit Verbindungen nach Unín südlich sowie zur Kreuzung mit der Straße 2. Ordnung 590 (Holíč–Stráže) westlich des Ortes.
Der nächste Bahnhof ist Holíč nad Moravou an der Bahnstrecke Devínska Nová Ves–Skalica na Slovensku in 9,5 Kilometer Entfernung.